# 阿迪杰河畔龙科
阿迪杰河畔龙科（義大利語：Ronco all'Adige），是意大利威尼托大区维罗纳省的一个市镇。总面积42.57平方公里，人口6190人，人口密度145.4人/平方公里（2009年）。国家统计（ISTAT）代码为023064。